# الركاب الأحرار (فلم)
الركاب الأحرار (بالإنجليزية: Freedom Riders) هو فيلم وثائقي صدر في عام 2010م، وأخرجه ستانلي نيلسون، يتحدث الفيلم عن العنف والعنصرية في ستينات القرن العشرين.

## القصة
يحكي الفيلم قصة المئات من نشطاء الحقوق المدنية الذين تحدوا التفرقة العنصرية في وسائل النقل الأمريكية بين الولايات ويطلق عليهم اسم الركاب الأحرار؛ كانت العنصرية والتفرقة العرقية حاضرة دائماً في التاريخ الأمريكي بما في ذلك النقل العام، فكانت تُقسم وسائل النقل العام بين البيض والسود كما هو حال الأحياء والضواحي والأسواق وحتى السياسات. لكسر هذه الأنظمة وطرق التفكير المتأصلة فيها العنصرية، يسافر الناشطون معاً في مجموعات صغيرة مختلفة الأعراق ويجلسون في أي مكان يختارونه في الحافلات والقطارات. سلطت حركتهم الأضواء على الممارسات المستمرة للتفرقة العنصرية في جنوب الولايات المتحدة.

## طاقم التمثيل
ديان ناش
ديريك كاتسام
بنيامين برات
جيمس لوسون
جون لويس
برنارد لافاييت
كلايبورن كارسون
سي تي فيفيان

## الاستقبال
تلقى فيلم "الركاب الأحرار" مراجعات إيجابية بشكل عام من نقاد التلفزيون وأولياء أمور الأطفال الصغار. كتب مايكل سراجو من صحيفة بالتيمور صن، "واحد من الملاحم الاجتماعية العظيمة في عصرنا".
في عام 2020، تم اختيار الفيلم للحفظ في السجل الوطني للأفلام بالولايات المتحدة من قبل مكتبة الكونغرس باعتباره "مهمًا ثقافيًا أو تاريخيًا أو جماليًا". وكان أول فيلم في العقد الأول من القرن الحادي والعشرين يتم وضعه في السجل.

## وصلات خارجية
- مقالات تستعمل روابط فنية بلا صلة مع ويكي بيانات